# Kaplan
Kaplan (z latinského capellanus, duchovní vázaný na kapli) je duchovní (zejména křesťanský), jemuž byla ordinářem svěřena pastorační péče o určitou skupinu nejen věřících. Kodex kanonického práva z roku 1983 upravuje postavení kaplana v kánonech 564 až 572. V římskokatolické církvi je kaplanem obvykle kněz.

## Charakteristika
Běžně jsou v římskokatolické církvi jako kaplani nazýváni farní vikáři, zpravidla kněží – spolupracovníci faráře či administrátora farnosti. V některých případech mohou být přiděleni k některému filiálnímu kostelu či kapli, z čehož pochází vžité označení, častěji se však dělí s farářem o pastorační péči jinými způsoby.
Kaplany jsou nazýváni též pastorační pracovníci různých církví (zpravidla duchovní) pověření péčí o skupinu osob ve vztahu k nějaké instituci, například vězeňské, zdravotnické, vojenské, školské a podobně.

Schéma znaku vojenského kaplana

- vězeňský kaplan
- vojenský kaplan[p 1] – pro vojáky nějaké jednotky
- univerzitní kaplan – pro studenty a učitele vysoké školy
- dvorní kaplan – pro příslušníky panovnického dvora
- nemocniční kaplan – pro osoby dlouhodobě upoutané na nemocničním lůžku. Obecně je vyžadováno pověření vlastní církví a vysokoškolské teologické vzdělání.[1]

První stupeň čestného titulu monsignore je kaplan Jeho Svatosti, čímž se rozumí papežův kaplan.